# Jon Svendsen
Jon Howard Svendsen (* 26. Oktober 1953 in Berkeley, Kalifornien; † 20. September 2024) war ein Wasserballspieler aus den Vereinigten Staaten. Er gewann 1984 die olympische Silbermedaille. 1979 und 1983 siegte er mit dem Team der Vereinigten Staaten bei den Panamerikanischen Spielen.

## Karriere
Jonn Svendsen besuchte die Mira Monte High School und dann die University of California, Berkeley, wo er 1975 graduierte. Von 1973 bis 1975 gewann er dreimal mit dem Team von Berkeley die Meisterschaft der National Collegiate Athletic Association. Mit dem Concord Water Polo Club war er 1970 Sieger bei den Jugend-Meisterschaften der Vereinigten Staaten, später folgten sechs Meistertitel der Amateur Athletic Union.
Der 1,90 Meter große Svendsen spielte von 1973 bis 1984 in der Nationalmannschaft. Er gehörte zum US-Team bei der ersten Weltmeisterschaft, die 1973 in Belgrad ausgetragen wurde. Das US-Team erreichte die Finalrunde der besten sechs Mannschaften und belegte am Ende den fünften Platz. Zwei Jahre später bei der Weltmeisterschaft in Cali spielten in der Finalrunde nur vier Mannschaften, die Mannschaft aus den Vereinigten Staaten spielte in der Platzierungsrunde und belegte den achten Platz, einen Platz vor den Mexikanern. Drei Monate danach nahm Svendsen mit dem US-Team an den Panamerikanischen Spielen 1975 in Mexiko-Stadt teil und belegte den zweiten Platz hinter den Gastgebern aus Mexiko.
Bei der Weltmeisterschaft 1978 in West-Berlin belegte das US-Team in der Vorrunde den zweiten Platz hinter den Rumänen. In der Zwischenrunde führten die Italiener und die Mannschaft aus der Sowjetunion die Gruppe an und zogen ins Halbfinale ein. Mit drei Siegen in der Platzierungsrunde erreichte die Mannschaft aus den Vereinigten Staaten den fünften Platz vor den Rumänen. Im Jahr darauf siegte er mit der Nationalmannschaft bei den Panamerikanischen Spielen 1979 in San Juan vor den Mannschaften aus Kuba und Kanada. Die Olympischen Spiele 1980 verpasste Svendsen wegen des Olympiaboykotts.
1982 belegte er mit der US-Mannschaft den sechsten Platz bei der Weltmeisterschaft in Guayaquil. Im Jahr darauf siegte das US-Team bei den Panamerikanischen Spielen 1983 in Caracas, auf den Medaillenrängen folgten Kuba und Kanada. Bei den Olympischen Spielen 1984 in Los Angeles hatte seine Mannschaft eine Torbilanz von 32:17 in der Vorrunde und von 43:34 in der Hauptrunde. Das letzte Spiel gegen Jugoslawien endete mit 5:5, die Jugoslawen erhielten wegen der mehr erzielten Tore die Goldmedaille vor dem US-Team. Svendsen erzielte sein einziges Tor im Vorrundenspiel gegen Griechenland.
Von 1971 bis 1974 nahm Svendsen auch an den US-Schwimmmeisterschaften teil.